# 曹銓
曹銓（1434年—？），字秉衡，直隸保定府滿城縣人，明朝政治人物。進士出身。

## 生平
順天府鄉試第一百十七名。天順八年（1464年）甲申科會試第十名，殿試登進士第三甲第一百一十七名。

## 家族
曾祖曹伯通。祖父曹彬。父亲曹端，曾任教諭。